# الطريق الدائري الإقليمي
الطريق الدائري الإقليمي هو طريق محيطي في مصر يحيط بالطريق الدائري الأوسطي والذي يحيط بالطريق الدائري للقاهرة الكبرى. يبلغ طول الطريق نحو 400 كم. ويربط بين
- طريق القاهرة - العين السخنة
- القاهرة الجديدة
- مدينتي
- طريق السويس
- مدينة بدر
- العاصمة الإدارية الجديدة
- طريق الإسماعيلية
- مدينة العاشر من رمضان
- بلبيس
- الزقازيق
- بنها
- منوف
- الخطاطبة البلد
- مدينة السادات
- طريق الإسكندرية الصحراوي
- مدينة السادس من أكتوبر
- طريق الواحات البحرية
- طريق الفيوم
- دهشور (البدرشين)
- التبين
- حلوان

ثم تكتمل الدائرة عبر الصحراء الشرقية.

## تنفيذ المشروع
نفذ المشروع كل من وزارة النقل والمواصلات ووزارة الإسكان والهيئة الهندسية للقوات المسلحة، وبدأ إنشاء الطريق عام 2008، وتم افتتاحه بالكامل في 9 سبتمبر 2018.

## محاور الطريق
يمر مسار الطريق بـ4 محافظات: «الشرقية، القليوبية، المنوفية، والجيزة»، بدءًا من بلبيس وانتهاء بتقاطعه مع طريق (القاهرة – الإسكندرية) الصحراوي، ويقع على هذا الشريان المهم 50 كوبري و64 نفقًا.
- محور كوبري دهشور.[1]
- محور كوبري الخطاطبة.[4]
- محور كوبرى بنها.[4]